# Rhodostrophia meonodes
Rhodostrophia meonodes är en fjärilsart som beskrevs av Louis Beethoven Prout 1935. Rhodostrophia meonodes ingår i släktet Rhodostrophia och familjen mätare. Inga underarter finns listade.